# Comforgell
Comforgell és un paratge del terme municipal de Tremp, al Pallars Jussà, dins de l'antic terme de Fígols de Tremp.
Està situat tocar, al sud-oest, del poble de Puigverd, en el contrafort oriental de lo Puiol, el Serrat del Masenc. És al damunt de les Feixes de Puigverd.